# 로미오 머스트 다이
《로미오 머스트 다이》(영어: Romeo Must Die)는 미국에서 제작된 안드레이 바르코비악 감독의 2000년 액션, 범죄, 스릴러 영화이다. 이연걸과 알리야가 주연으로 출연하였고 조엘 실버 등이 제작에 참여하였다. 이 영화는 미국에서 2000년 3월 22일 개봉되었다. 영화에서 전 중국 경찰 공무원이 자신의 형제의 죽음을 복수하기 위해 미국으로 여행을 떠난다. 그는 라이벌 조직 폭력배의 아름다운 딸과 사랑에 빠지고 이들은 중국 폭력배들과 미국 폭력배들에 대항하여 고군분투한다. 영어를 사용하는 미국 영화 산업에서 이연걸을 스타로 만들어주었다.

## 출연
- 이연걸 - 한
- 알리야 - 트리시
- 아이제이아 워싱턴 - 맥
- 왕성덕 - 카이
- 우형리 - 추싱
- D.B. 우드사이드 - 콜린
- 에도아르도 발레리니 - 로스
- 경걸리 - 포
- 안소니 앤더슨 - 모리스
- DMX - 실크
- 델로이 린도 - 아이작 오데이

## 기타
- 공동제작: 워렌 카
- 미술: 마이클 S. 볼튼
- 배역: 로라 케네디

## SBS 성우진 (2004년 2월 1일)
- 홍성헌 - 한(이연걸)
- 김아영 - 트리시(알리야)
- 구자형 - 카이(왕성덕)
- 한상덕 - 아이작 오데이(델로이 린도)
- 정동열 - 추싱(구형리)
- 이종혁 - 맥(이사야 워싱턴)
- 김영선 - 모리스(안소니 앤더슨) / 포(경걸리)
- 이성 - 이발소 주인(앨빈 샌더스) / 빅터(장쟁)
- 성창수 - 이발소 손님(윌리엄 테일러)
- 김정주 - 암살범(엽방화) / 콜린의 여친(켄들 사운더스) / 어린 한(존로스 퐁)
- 송덕희 - 어린 포(라이언 로) / 흑인 아이(아론 조셉)
- 장호비 - 로스(에도아르도 발레리니) / 실크(DMX)
- 이원준 - 로스의 비서(메튜 해리슨)
- 조영호 - 레코드 가게 주인(아론소 오야전)
- 사성웅 - 콜린(D.B. 우드사이드) / 택시 기사(마노즈 수드)